# Tisserantiella minutissima
Tisserantiella minutissima är en bladmossart som beskrevs av Richard Henry Zander 1993. Tisserantiella minutissima ingår i släktet Tisserantiella och familjen Rhachitheciaceae. Inga underarter finns listade i Catalogue of Life.